# Frederick Campbell
Frederick Francis Campbell (ur. 5 sierpnia 1943 w Elmira, Nowy Jork) – amerykański duchowny katolicki, w latach 2005-2019 biskup Columbus w Ohio.

## Życiorys
Jest drugim z sześciorga dzieci Edwarda i Dorothy. Ukończył St. Lawrence University w Canton, gdzie zdobył licencjat z historii z wyróżnieniem magna cum laude. Poświęcił się karierze naukowej uzyskując w 1973 doktorat. Wykładał w Columbus, a następnie w San Bernardino. Idąc za głosem tzw. spóźnionego powołania wstąpił do seminarium duchownego w Saint Paul w roku 1976. 31 maja 1980 roku otrzymał święcenia kapłańskie. Pracował duszpastersko w archidiecezji St. Paul i Minneapolis.
2 marca 1999 otrzymał nominację na biskupa pomocniczego St. Paul i Minneapolis ze stolicą tytularną Afufenia. Od roku 2002 był też rektorem swej alma mater w St. Paul. 14 października 2004 r. mianowany ordynariuszem diecezji Columbus, kanonicznie objął urząd 13 stycznia 2005. W marcu 2009 amputowano mu lewą nogę poniżej kolana z powodu raka skóry. 31 stycznia 2019 przeszedł na emeryturę.